# Festival Sanje
Festival Sanje je večtedenski nekomercialni festival, ki od leta 2002 poteka v parku Zvezda v Ljubljani ter na drugih lokacijah po Sloveniji. Rdečo nit festivala predstavljajo literatura, avtorska glasba ter programi za otroke. Dogodki so praviloma brezplačni za obiskovalce.
Festival Sanje organizira Združenje za promocijo kulture ter izvajanje kulturnih dogodkov, Festival Sanje v sodelovanju z Založbo Sanje in programskimi sodelavci ter lokalnimi soorganizatorji - društvom VsemuKos iz Novega mesta (Svet sanj v Čajarni Svet v Novem mestu), Klub študentov Kranj in društvo Igrišče (Festival Sanje pod Krvavcem). 